# 多拉峰
46°36′18″N 10°18′22″E / 46.60494°N 10.306210°E

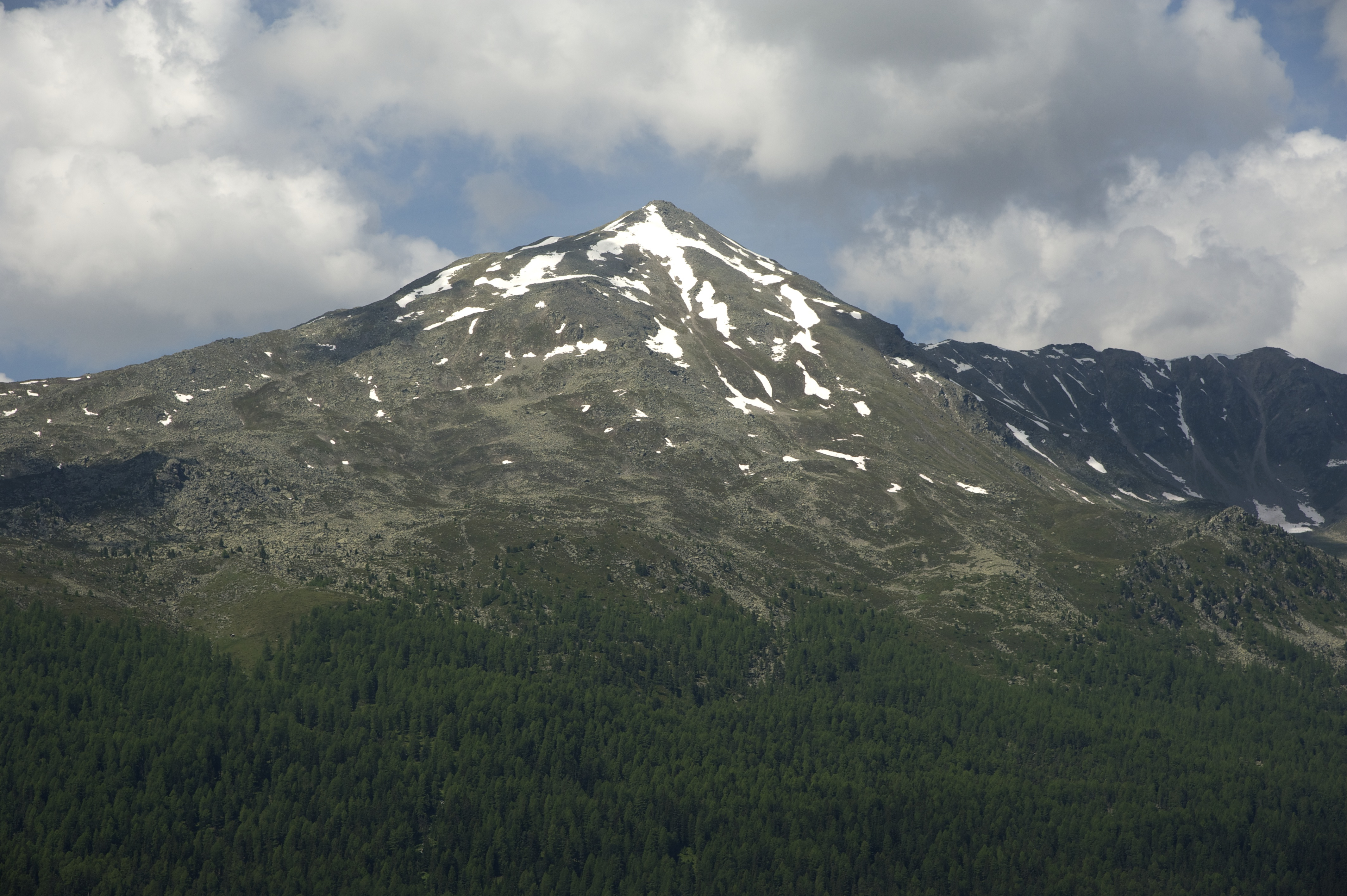

多拉峰是瑞士格勞賓登州的山峰，位於該國東部，屬於奥特莱斯山的一部分，距離代恩特峰1.9公里，海拔高度2,951米，每年平均降雨量1,367毫米。